# Río Petorca
Río Petorca är ett vattendrag  i Chile.   Det ligger i regionen Región de Valparaíso, i den centrala delen av landet, 140 km nordväst om huvudstaden Santiago de Chile.
Omgivningen kring Río Petorca är i huvudsak ett öppet busklandskap och området är ganska glesbefolkat, med 29 invånare per kvadratkilometer.